# Antoine Matthieu Le Carpentier
Pour les articles homonymes, voir Le Carpentier.
Antoine Matthieu Le Carpentier, né le 15 juillet 1709 à Rouen et mort le 16 juillet 1773 à Paris, est un architecte français.

## Biographie
Fils d'un maître menuisier de Rouen, Le Carpentier montra des dispositions précoces pour l'architecture, qui furent encouragées par un ingénieur du Roi, Jean-Jacques Martinet. Il fit un apprentissage comme appareilleur auprès d'un ingénieur d'Orléans, Desroches, et fut remarqué, sur le chantier de la cathédrale, par Jacques V Gabriel qui le fit travailler auprès de lui sur le chantier de la Chambre des comptes à Paris (vers 1738).
Son premier client fut un compatriote rouennais nommé Isambert, par qui il entra en relation avec  Charles II Frédéric de Montmorency-Luxembourg (1702-1764), duc de Piney-Luxembourg, pour qui il créa à l'hôtel de Montmorency-Luxembourg un appartement des bains, un salon et une salle à manger formant pavillon sur le jardin, ornée d'un décor sculpté par l'ornementiste Nicolas Pineau et d'un plafond peint par Noël Hallé figurant les Quatre Saisons sous forme de jeux d'enfants. Cette réalisation fut très remarquée et contribua à lancer l'architecte dans la haute société. « Aucun architecte de son temps, hormis Franque, indique Michel Gallet, n'eut une clientèle plus nombreuse et plus riche que la sienne. »
Dans les années 1740, il travaille pour Louis François Crozat, marquis du Châtel, à l'agrandissement de l'hôtel dont celui-ci a hérité en 1740 de son oncle Pierre Crozat, à Paris, rue de Richelieu.
Dans une nouvelle intitulée La Petite Maison, parue en 1750 dans Le Spectateur, Jean-François Bastide situe une aventure galante dans une folie à la dernière mode, si élégante que « Le Carpentier n'eût rien imaginé de plus ingénieux ». Il s'agit d'une allusion transparente à l’hôtel de La Bouëxière (dit aussi pavillon de La Boissière), construit entre 1751 et 1753 pour le fermier général Jean Gaillard de La Bouëxière à l'emplacement de l'actuelle rue de Vintimille (au niveau des nos 9-11). Cette « petite maison » était ornée de quatre bas-reliefs par Nicolas Sébastien Adam représentant L'histoire d'Apollon. Elle offrait une succession de petites pièces de formes variées – rondes, ovales, polygonales – reliées par un système complexe de passages secrets et d'escaliers dérobés.
En 1755-1757, il réalise l’hôtel Bouret à Paris pour le fermier général Étienne-Michel Bouret, rue de la Grange-Batelière (à l'emplacement aujourd’hui occupés par les numéros 5 et 7, rue Drouot), bâtiment qui hébergera l'administration de la salle Le Peletier en 1821 et qui sera détruit en 1874.
Le Carpentier construisit également en forêt de Sénart, pour le fermier général Étienne-Michel Bouret, le pavillon de Croix-Fontaine, qui fut fort admiré.
Pour Henri Lefèvre d'Ormesson, intendant des finances, il transforma très habilement le château d'Ormesson, datant de la Renaissance. En Alsace, il construisit le château d'Ollwiller. Pour le banquier Jean-Joseph de Laborde, il édifia le château de La Ferté-Vidame (1771, en grande partie détruit). Non loin de là, il reconstruisit un château à Courteilles (le précédent, détruit en 1849) pour Jean-Dominique de Barberie de Courteilles, intendant des finances et ambassadeur auprès du Corps helvétique. Il édifia également le château de Ballainvilliers (Essonne).

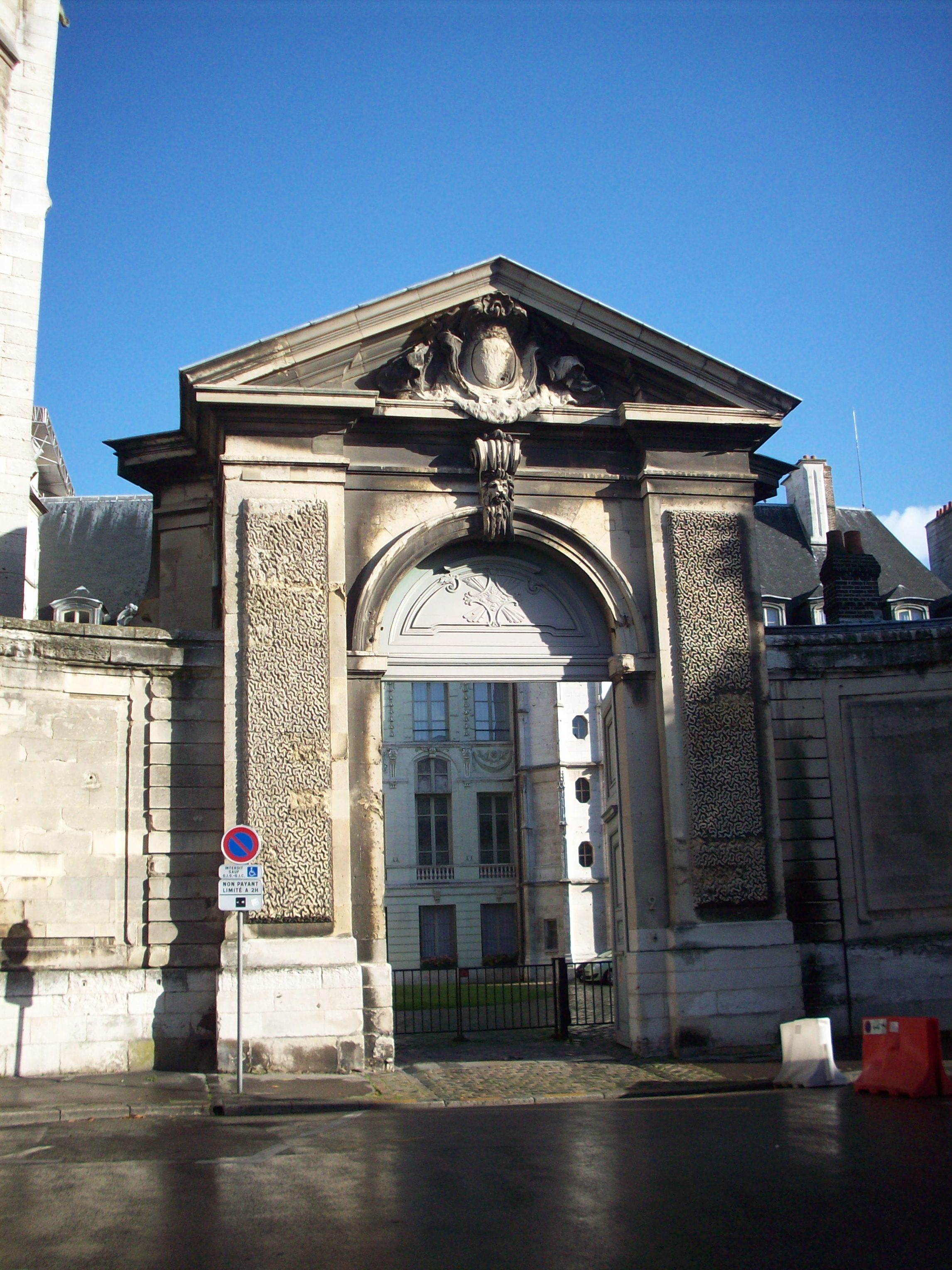
Portail d'entrée de l'archevêché

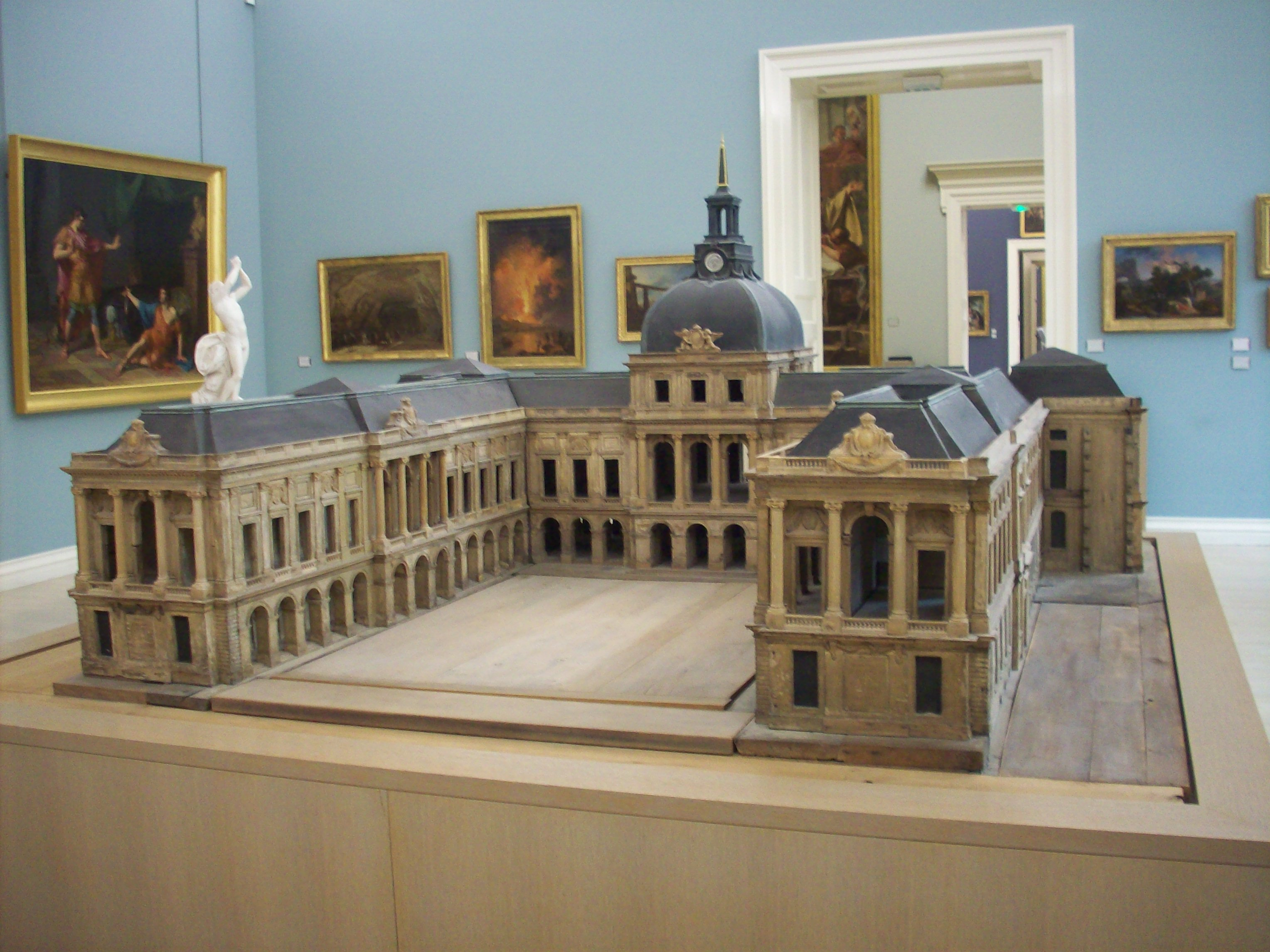
Maquette de l'hôtel de ville au musée des beaux-arts de Rouen

Dans sa ville natale, Le Carpentier construisit, en 1746, pour le cardinal de Tavannes, le nouveau portail de l'archevêché et le jubé en marbre blanc élevé à l’entrée du chœur de la cathédrale de Rouen. Il donna des plans pour un nouvel hôtel de ville, dont la construction devait être l'occasion d'une modernisation du centre ville. Le projet fut approuvé par un arrêt du Conseil et des lettres patentes du 3 avril 1757, et présenté à Louis XV qui le trouva excellent. Le chantier commença en 1758, mais en raison de la guerre de Sept Ans, il n'alla pas au-delà des fondations. Après la mort de Le Carpentier, un projet plus modeste fut demandé à l'architecte Pierre Thomas Baraguay en réutilisant les fondations du projet de Le Carpentier, mais il ne fut pas davantage réalisé et l'hôtel de ville fut en définitive installé dans l'ancienne abbaye de Saint-Ouen.
En 1764, Louis V Joseph de Bourbon-Condé, désireux de moderniser le palais Bourbon, sollicita d'abord Le Carpentier qui se récusa car il travaillait à son projet pour Rouen. Un concours fut organisé qui désigna François Dominique Barreau de Chefdeville, mais celui-ci mourut peu après. Le Carpentier dut alors accepter de devenir l'architecte du palais. Il supprima le fronton démodé du principal corps de logis construit par Jean Aubert et construisit sur la rue de l'Université le portail sévère, flanqué d'une colonnade à jour, qui a subsisté jusqu'aujourd'hui. Au Havre, Le Carpentier construisit une romaine pour les fermiers-généraux et l’hôtel du commandant.
Le Carpentier construisit également une partie de l'abbaye de Clairvaux. À Paris, il construisit l'ancien bâtiment du collège de Navarre (qui subsiste dans l'enceinte de l'ancienne École polytechnique sur la montagne Sainte-Geneviève). Il bâtit également l’hôtel de La Guiche, rue du Regard. En Normandie, il construisit le château de la Tour à Saint-Pierre-Canivet, pour le comte et la comtesse de Seran. Il construisit pour lui-même une maison rue Basse-du-Rempart-Saint-Martin que, célibataire, il partageait avec son ami Dyé Gendrier, inspecteur général des Ponts. 
Il commença la construction du château de Tilly-sur-Seulles, poursuivie par son élève Guillaume-Martin Couture.
Admis à l'Académie royale d'architecture en 1756 et membre correspondant de l’Académie de Rouen, Le Carpentier fut architecte de l’Arsenal, des Fermes générales et des Domaines.
Après sa mort, ses élèves les frères Joseph-Abel et Guillaume-Martin Couture, Le Boursier et Barré se partagèrent sa clientèle.

## Publications
- Recueil des plans, coupe et élévation du nouvel Hôtel-de-Ville de Rouen, Paris, 1758, in-folio.

## Sources
- Eloge funèbre de M. Le Carpentier (séance de l'Académie de Rouen) : (Journal de Rouen, p. 211), (Journal de Rouen, p. 233) , (Journal de Rouen, p. 3)
- Notice nécrologique d’Antoine-Mathieu Le Carpentier, in Le Nécrologe, 1773 ; réimpr. in La Revue universelle des arts, XII, 1860-1861.
- Haillet de Couronne, Éloge de M. Le Carpentier, manuscrit, Académie de Rouen.